# Андерсен, Джуди
Джуди Андерсен Харрисон (англ. Judi Andersen Harrison; род. 11 октября 1958, Гавайи) — американская американская актриса

 и фотомодель; победительница конкурса красоты «Мисс США 1978».

## Биография
В 1977 году получила титул Мисс Гавайи. Представляла штат на национальном конкурсе красоты Мисс США в мае 1978 года. Стала третьей представительницей штата, которая завоевала корону.
Представляла страну на международном конкурсе Мисс Вселенная 1978, проводившийся в Акапулько, Мексика. Несмотря на полученные высшие баллы от судей во время выходов, она стала всего лишь Первой Вице мисс, уступив корону Маргарет Гардинер из ЮАР. Заняла самое высокое место за последние пять участий в конкурсе.
Позже владела и управляла хиропрактической клиникой.